# ヘルソン県

ロシア帝国におけるヘルソン県の位置（1914年）

県章

ヘルソン県（ロシア語:Херсонская губерния；ウクライナ語:Херсонська губернія）は、現在のウクライナ南部に設置されたロシア帝国の県（グベールニヤ）の1つ。首都はヘルソン。
1802年に設立されたノヴォロシア（「新ロシア」の意）3県のうちの1つであり、ドニエプル川とドニエストル川の間の領域を管轄した。1803年まではニコラエフ（ムィコラーイウ）に首都が置かれていたため、ニコラエフ県という名前でも知られる。
主要産業は農業であり、収穫期には他のウクライナ諸県からの季節労働者を多く受け入れた。産業部門はあまり発達しておらず、主に製粉業、酒造業、金属加工業、鉄鉱業、製糖業、煉瓦業からなっていた。

## 行政区分
1809年には、ヘルソン県の管轄下にヘルソン郡、アレクサンドリア郡、オヴィドポリ郡、チラスポリ郡、イェリザヴェトグラード郡の5郡（ウイェースト）が設置され、1825年にはオデッサ郡、1828年にはボブルイネツ郡が追加された。
一方、ノヴォロシア・ベッサラビア総督府の管轄下にあるオデッサ市と、軍事都市であるニコラエフ市は、ヘルソン県の管轄から分離して統治された。
ロシア革命後は、行政区分の改変がしばしば行われた。1920年にはオデッサ県の分離、1921年にはニコラエフ県への改称、1922年には再びオデッサ県との合併が行われた。1925年にはオデッサ県は廃止されて、7つの管区（округ）に分割されたが、最終的に1932年に設置されたオデッサ州に領域の大半が引き継がれた。
ヘルソン県の領域の大半は、現在のウクライナのムィコラーイウ州となっている。

## 人口動態
1858年までは、人口の3分の1を占める駐屯民や、外国からの移民は、軍法の管轄下にあった。
県の総人口は、1812年に25万人、1851年に89万人、1863年に133万人、1885年に203万人、1897年に273万人、1914年に375万人と推計されている。
1850年代の民族構成は、ウクライナ人が68-75%、ロシア人が3-7%、ユダヤ人が6%であったが（その他にドイツ人、ブルガリア人、セルビア人、ギリシア人、ジプシーが含まれる）、1914年には、ウクライナ人の比率は53%まで減少し、代わってロシア人が22%、ユダヤ人が12%となった。
19世紀の後半には都市住民の比率も10-20%から30%まで上昇した。人口の増加分は主に県外からの移住者であったため、人口に占める県外出身者の割合は、1897年に46%にまで達した。